# Adrian Ellison
Adrian Ellison, född den 11 september 1958 i Solihull i Storbritannien, är en brittisk roddare.
Han tog OS-guld i fyra med styrman i samband med de olympiska roddtävlingarna 1984 i Los Angeles.